# Université de Dar es Salam
L'université de Dar es Salam, située à Dar es Salam en Tanzanie, est un regroupement de trois campus : Mlimani (la colline), celui de DUCE (Dar es salaam University College of Education) et de MUCE (Mkwawa University College of Education). Elle est située à treize kilomètres du centre-ville. C'est la plus grande et plus ancienne de Tanzanie. La devise de l'université est Hekima ni Uhuru (La sagesse est la liberté).

## Historique
L'université a été établie en 1961 en tant que collège affilié de l'université de Londres. À cette époque elle était attachée à l'université d'Afrique orientale (avec l'université Makerere et l'université de Nairobi). Le premier chancelier de cette université était le premier président tanzanien Julius Kambarage Nyerere. Maintenant le chancelier est l'ambassadeur F. M. Kazaura tandis que le vice-chancelier est le professeur Rwekaza Mukandala. 
L'université compte un peu plus de 19 000 étudiants en 2019. Il y a cinq facultés y compris la faculté de lettres et sciences humaines ; la faculté de sciences naturelles ; la faculté de droits et la faculté de l'éducation.
Dar es salaam university college of education lui est affilié.
Les pays scandinaves financent presque intégralement la recherche à l'université de Dar es Salam (UDSM), autrefois subventionnée par l'État tanzanien. « C'est un moyen pour ceux-ci d'exister et d'augmenter leur influence sur la scène internationale », explique Olivier Provini. Cet apport extérieur n'est cependant pas sans risques, souligne le chercheur français : contre leurs financements, les bailleurs de fonds peuvent par exemple peser sur l'orientation et le contenu des programmes d'enseignement.

## Anciens étudiants
- Zakia Meghji (1946-), femme politique tanzanienne ;
- Verdiana Masanja (1954-), mathématicienne tanzanienne ;
- Hulda Swai (1954-), chercheuse tanzanienne en bio-ingénierie ;
- Adelaida Semesi (1951–2001), biologiste, botaniste et écologiste tanzanienne.